# Chríb
Chríb je přírodní rezervace v oblasti Malé Karpaty.
Nachází se v katastrálním území obce Kočín-Lančár v okrese Piešťany v Trnavském kraji. Území bylo vyhlášeno v roce 1988 na rozloze 15,89 ha. Ochranné pásmo nebylo stanoveno.